# Cyclopinella tincanbayensis
Cyclopinella tincanbayensis is een eenoogkreeftjessoort uit de familie van de Schminkepinellidae. De wetenschappelijke naam van de soort is voor het eerst geldig gepubliceerd in 2008 door Karanovic.